# Mikrocytida
A Mikrocytida a Rhizaria Endomyxa törzsének Ascetosporea osztályának kládja.

## Történet
Első nemzetsége a Mikrocytos Farley, Wolf et Elston 1988. A másik nemzetséget, a Paramikrocytost 2014-ben írták le Hartikainen et al. a Mikrocytidával együtt.
Nemzetségeit korábban bazális eukariótáknak tekintették egyszerűségük és mitokondriumaik hiánya miatt a mikrosejtek egyszerűsége és a mitokondrium vagy ahhoz hasonló sejtszervecskék hiánya miatt. A Mikrocytidát először Hartikainen et al. írták le 2014-ben többgénes elemzés alapján a Haplosporidia testvércsoportjaként a Mikrocytos és Paramikrocytos nemzetségekkel.
Már 2011-ben beszámoltak Weymouth közelében „Haplosporidia-szerű” mikrosejtfertőzésekről a Cancer pagurusban, majd 2013-ban ugyane gazda hasonló élőlény általi fertőzéseiről számoltak be.
2013-ban fedezték fel Burki et al., hogy számos más mitokondrium nélküli fajhoz hasonlóan a Mikrocytos mackini mitokondriális eredetű sejtszervecskével – mitoszómával – rendelkezik, melynek lehetséges génjeit is leírták – ezek a cisztein-deszulfuráz, a vas-kén csoport-összerakó enzim, a ferredoxin-reduktáz és a DnaK chaperon.
2018-ban Cavalier-Smith és Chao kimutatták, hogy a kisspórásokhoz hasonlóan gyorsan – például a Filoreta nemzetségénél mintegy 20-szor gyorsabban – változtak fehérjéi. Bár a Mikrocytos a Filoreta, az általuk alkotott klád a Gromia testvércsoportjának bizonyult a CAT-alapú fán, a két klád egyike se volt igazolható maximálisvalószínűség-alapú elemzésekben.

## Genetika
Filogenetikailag igen különleges, meghatározása szerint a Mikrocytos mackinit és a Paramikrocytos cancerit tartalmazó legkisebb klád.
Hiltunen Thorén et al. 2024-es tanulmánya szerint a Paramyxida testvércsoportja.
Mitokondriumai és azok genomjai erősen redukáltak: például a M. mackini csak 4 mitokondriális gént tartalmaz, ezek mind a vas-kén csoport-bioszintézist teszik lehetővé. Magi genomja jelentősen csökkent az ostorok és az aerob életmód elvesztésével.
A kisspórásokhoz hasonló redukciója az azokkal való párhuzamos evolúcióval alakulhatott ki.
Első szekvenált genomja a Paramikrocytos cancerié. Ennek hossza mintegy 12,7 Mbp. Legalább 14, a mitoszómában működő fehérjéje van, ilyenek például a vas-kén csoport-bioszintéziséi, egyes chaperonok, valamint az ATM1 ATP-kötőkazetta-transzportfehérje, mely a vas-kén csoport-útvonal melléktermékét, a Fe2+-t szállítja a sejtplazmába.
Második szekvenált genomja a M. mackinié, ennek hossza 49,7 Mbp – a P. canceriének mintegy négyszerese, 14 372 gént tartalmaz, ezzel viszont a kisspórásokénál sűrűbb. Azonban a genom és 8075 fehérjekódoló génjének nagy része transzpozonkódoló, így nincs feltétlenül jelentős funkciója. Spliceoszómakészlete a kisspórásokhoz hasonló a független redukció ellenére, ezek intronjai viszont jelentősen különböznek a kisspórásokéitól – számuk nagy, hosszuk rövid (16–17 bp). Anyagcseréje is sokban hasonlít a kisspórásokéra.

## Morfológia
Mitokondriuma erősen redukált – például a M. mackinié mitoszómává redukálódott. Nincs haplosporoszómája.
Lehet gömb vagy tojás alakú és szemcsézett. Nukleólusza szemcsézett. Endoplazmatikus retikuluma jól fejlett, anasztomózisképző. Magja lehet központi vagy kissé a központon kívüli helyzetű.

## Életmód
Sejten belüli parazita. A fertőzött egyedek neuronjaiban, mio-, hemocitáiban, vezikuláris sejtjeiben stb. fordul elő. Gyakran a gazdasejtek mitokondriumai közelében él. A hemocitákon belül parazitatartó vakuólumban élhet. Megtalálható továbbá láb- és köpenysejtekben is.
A P. canceri mitoszómája más parazitákéhoz hasonlíthat abban, hogy csökkent anyagcsere-képességű, feltehetően nincs genomja, és a vas-kén csoport-bioszintézisben vesz részt, azonban részleges glikolízissel szintetizálhat adenozin-trifoszfátot, és foszfolipideket szintetizálhat.

## Életciklus
Életciklusa állhat plazmódium- és egymagvú állapotból (Paramikrocytos), vagy lehet kizárólag egy- vagy kétmagvú (Mikrocytos). Spórát nem képez. Golgi-készüléke nem mutat csírázást.
A P. canceri számos gerinctelenben – például puhatestűekben, tízlábúakban és gyűrűsférgekben – megtalálható: polimeráz-láncreakción alapuló tesztek szerint megtalálható szárazföldi csigákban, a Carcinus maenasban, a Mytilus edulisban, valamint Naididae-fajokban is.

## Jelentőség
A Paramikrocytos canceri az ehető Cancer pagurust fertőzi, jelentős gazdasági károkat okozva, a Mikrocytos mackini a Crassostrea gigas Denman-szigeti betegségét okozza. A Mikrocytos veneroides és a Mikrocytos donaxi a Donax trunculus jelentős mortalitásnövekedését okozza, melyet először 2008–2011 közt észleltek Franciaország partjainál, továbbá a Quiberon-öbölben 2013-ban is jelen volt a M. veneroides. E két fajt 2018-ban írták le Garcia et al. E fertőzések jelentős gazdasági károkat okozhatnak.
Gyűrűsférgek lehetséges parazitája is.